# IC 2180
IC 2180 — галактика типу Sab (компактна витягнута галактика) у сузір'ї Близнята.
Цей об'єкт міститься в оригінальній редакції індексного каталогу.